# 4882 Діварі
4882 Діварі (4882 Divari) — астероїд головного поясу, відкритий 21 серпня 1977 року.
Тіссеранів параметр щодо Юпітера — 3,463.